# Лунделль, Ульф
Ульф Лунделль (швед. Ulf Lundell, род. 20 ноября 1949 года в Сёдермальм, Стокгольм, Швеция) — шведский писатель, поэт, автор песен, композитор, музыкант и исполнитель.
Его дебют состоялся в 1975 году с пластинкой «Vargmåne» и он немедленно был провозглашён «шведским Бобом Диланом». В 1976 году был опубликован его первый роман, частично автобиографичный, под названием «Jack» в издательстве Wahlström & Widstrand. На творчество Лунделля влияли такие музыканты как Боб Дилан, Брюс Спрингстин, Нил Янг и писатели Джек Керуак, Аллен Гинзберг и другие битники. Ульф Лунделль — одна из центральных фигур шведской рок-музыки и, практически с момента выхода его первого альбома, он является одним из важнейших вдохновителей рок-музыкантов, пишущих и поющих на шведском языке. Лунделль неоднозначная персона, он спорил со многими культурными течениями от нео-нацистов, феминистов и коммунистов до собственных коллег и журналистов.
Лунделль получил славу пьяницы в 1980-е годы, но сумел побороть вредную привычку после серьёзных попыток избавиться от неё в 1985-87 годах; он рассказал об этом этапе своей жизни, его восстановлении и борьбе с рокерским мифом в автобиографическом романе «En varg söker sin flock» (1989), «Волк в поисках своей пачки».
Написанная в 1982 году песня «Öppna landskap» (Открытые пейзажи), одна из его самых известных композиций, иногда, зачастую несерьёзно, называется вторым национальным гимном Швеции.

## Частная жизнь
Лунделль впервые женился в 1977 году на Barbro Zackrisson. Они расстались в 1988 году. Год спустя Лунделль женился на Fredrika Stjärne, их брак распался в 1991 году. У музыканта трое детей от первого брака, включая журналистку Санну Лунделль, и один ребёнок от второго брака. В середине 1990-х Лунделль встречался с поэтом Isabella Nerman (о которой он написал песню «Isabella»). В 2000-х годах он жил с Ulrika Rickfors.